# Hans Rasmussen (Den Grundlovgivende Rigsforsamling)
 For alternative betydninger, se Hans Rasmussen. (Se også artikler, som begynder med Hans Rasmussen)
Hans Rasmussen (født 27. november 1779 i Egense i Vålse Sogn på Falster, død 10. februar 1858) var en dansk gårdejer og politiker.
Rasmussen var søn af gårdfæster Rasmus Clausen. Han lærte landbrug af sin far og overtog farens gård i 1799, og blev også ejer af den. Han ledede arbejdet med inddæmning af op mod 2.000 tønder land ved Kippinge og Vålse Vig på Nordvestfalster i 1841.
Hans Rasmussen var sognefoged og lægdsmand i Vålse Sogn. Han var medlem af Den Grundlovgivende Rigsforsamling valgt i Maribo Amts 6. distrikt (Stubbekøbing). Han fik med 900 stemmer et af de højeste stemmetal ved valgene til rigsforsamlingen.
Han blev dannebrogsmand i 1837.